# Ragazzi che amano ragazzi
Ragazzi che amano ragazzi è un libro che raccoglie quindici interviste a dei giovani omosessuali. Nel 1998 il libro è stato ampliato con l'inserimento di alcune lettere e testimonianze che l'autore ha raccolto dopo la pubblicazione del libro. L'opera è redatta da Piergiorgio Paterlini, ed è stata pubblicata, per la prima volta, nel 1991. Per l'ottava edizione, nel 2008, l'autore ha inserito una revisione.

## Contenuti
Le quindici interviste sono delle piccole biografie. Gli intervistati sono degli adolescenti gay dai 15 ai 20 anni, residenti in diverse zone d'Italia. I ragazzi descrivono le loro esperienze, la scoperta e la consapevolezza di essere omosessuali, i rapporti e le rivelazioni con le persone delle loro vite, nonché le speranze per il futuro.

Il libro, mai giudicante, propone ai giovani gay, ma anche alle loro famiglie, agli insegnanti e a tutti gli interessati, di conoscere un mondo fino a quel momento, il 1991, non molto raccontato.

## Edizioni
- Piergiorgio Paterlini, Ragazzi che amano ragazzi, Feltrinelli, 1991 (prima edizione), ampliata nel 1998 e rivista nel 2008,  p. 197.